# Пецево (Великопольське воєводство)
Пецево (пол. Piecewo) — село в Польщі, у гміні Тарнувка Злотовського повіту Великопольського воєводства.
Населення — 342 особи (2011).
У 1975-1998 роках село належало до Пільського воєводства.

## Демографія
Демографічна структура станом на 31 березня 2011 року:
|          | Загалом | Допрацездатний вік | Працездатний вік | Постпрацездатний вік |
| -------- | ------- | ------------------ | ---------------- | -------------------- |
| Чоловіки | 168     | 34                 | 121              | 13                   |
| Жінки    | 174     | 43                 | 93               | 38                   |
| Разом    | 342     | 77                 | 214              | 51                   |